# Lake Brownwood
Lake Brownwood – jednostka osadnicza w Stanach Zjednoczonych, w stanie Teksas, w hrabstwie Brown.